# Jazeneuil
Jazeneuil es una población y comuna francesa, en la región de Poitou-Charentes, departamento de Vienne, en el distrito de Poitiers y cantón de Lusignan.

## Demografía
| 823 | 794 | 659 | 683 | 694 | 764 |
| Para los censos de 1962 a 1999 la población legal corresponde a la población sin duplicidades (Fuente: INSEE [Consultar]) |     |     |     |     |     |